# Meridiana Kamen Team
Das Meridiana Kamen Team ist ein kroatisches Straßenradsportteam mit Sitz in Pazin.
Die Mannschaft wurde 2010 gegründet und fährt seitdem als Continental Team.
Manager ist Ivica Grzinić, der von den Sportlichen Leitern Antonio Giallorenzo, Gennaro Giallorenzo, Vinko Polončič und Maria Santarsiere unterstützt wird.

## Saison 2018

### Erfolge bei den Nationalen Straßen-Radsportmeisterschaften
In den Rennen zu den Nationalen Straßen-Radsportmeisterschaften 2018 gelangen die nachstehenden Erfolge.
| Datum    | Rennen                                            | Fahrer       |
| -------- | ------------------------------------------------- | ------------ |
| 23. Juni | Kroatische Meisterschaft – Einzelzeitfahren       | Josip Rumac  |
| 23. Juni | Kroatische Meisterschaft – Einzelzeitfahren (U23) | David Jabuka |

## Saison 2017

### Erfolge bei den Nationalen Straßen-Radsportmeisterschaften
In den Rennen zu den Nationalen Straßen-Radsportmeisterschaften 2017 gelangen die nachstehenden Erfolge.
| Datum    | Rennen                                            | Fahrer       |
| -------- | ------------------------------------------------- | ------------ |
| 24. Juni | Kroatische Meisterschaft – Einzelzeitfahren (U23) | David Jabuka |

## Platzierungen in UCI-Ranglisten
UCI Asia Tour
| Saison    | Mannschaftswertung | Fahrerwertung              |
| --------- | ------------------ | -------------------------- |
| 2010-2014 | -                  | -                          |
| 2015      | 80.                | Emanuel Kišerlovski (273.) |
| 2016      | 70.                | Antonio Santoro (372.)     |

UCI Europe Tour
| Saison | Mannschaftswertung | Fahrerwertung                                   |
| ------ | ------------------ | ----------------------------------------------- |
| 2010   | 66.                | Miguel Ángel Rubiano (97.)                      |
| 2011   | 108.               | Alberto Di Lorenzo (963.)                       |
| 2012   | 28.                | Davide Rebellin (27.)                           |
| 2013   | 33.                | Patrik Sinkewitz (11.)                          |
| 2014   | 61.                | Patrik Sinkewitz (240.) 1 Davide Mucelli (272.) |
| 2015   | 96.                | Emanuel Kišerlovski (296.)                      |
| 2016   | 78.                | Antonio Santoro (583.)                          |
| 2017   | 88.                | Davide Mucelli (465.)                           |
| 2018   | 74.                | Lorenzo Marenzi (545.)                          |
| 2019   | 104.               | Laurent Evrart (817.)                           |
| 2020   | 59.                | Antonio Barav (478.)                            |

UCI-Weltrangliste
| Saison | Mannschaftswertung | Fahrerwertung      |
| ------ | ------------------ | ------------------ |
| 2021   | 110.               | Vedad Karic (578.) |

## Ehemalige bekannte Fahrer
- Salvatore Commesso (2010)
- Aurélien Passeron (2010)
- Miguel Ángel Rubiano (2010)
- Riccardo Riccò (2011)
- Davide Rebellin (2012)
- Patrik Sinkewitz (2012–2014)